# Artabano di Persia
Artabano di Ircania (fl. V secolo a.C.) è una oscura figura storica a cui le fonti assegnano il ruolo di reggente per il trono di Persia per alcuni mesi tra il 465 a.C. e il 464 a.C..

## Re (o reggente) di Persia
Artabano, probabilmente originario della provincia dell'Ircania, servì come ufficiale sotto Serse I. Le fonti affermano che abbia svolto sia il ruolo di visir che quello di guardia del corpo. Artabano fu, secondo quanto riferisce Aristotele, responsabile della morte del principe ereditario Dario. Questo provocò la reazione del re ed Artabano stesso, per evitare la vendetta di Serse, lo uccise.
Secondo Marco Giuniano Giustino invece Artabano che aveva mire sul trono uccise segretamente Serse per poi accusare Dario di parricidio ottenendo la sua esecuzione. L'ordine degli eventi rimane oscuro ma è certo che sia Serse che Dario lasciarono il trono vacante. Anche le seguenti azioni di Artabano sono avvolte dal mistero: secondo alcuni usurpò il trono, secondo altri nominò sovrano il giovane Artaserse attribuendosi i poteri di reggente. La situazione durò comunque pochi mesi. Artaserse se ne liberò presto, non sappiamo se con la spada o con l'inganno. Artabano viene, talvolta, inserito nelle liste della dinastia achemenide pur non avendo alcuna relazione di parentela con essa.

## Re d'Egitto
Durante il suo brevissimo regno Artabano non visitò mai l'Egitto né si attribuì la titolatura dei sovrani della Valle del Nilo.
Sesto Africano, nella sua epitome di Manetone, inserisce Artabano tra i sovrani d'Egitto della XXVII dinastia attribuendogli 7 mesi di regno.

## Nella cultura di massa
Nella serie di Assassin's Creed è presente una versione romanzata di Artabano:
- È un personaggio del DLC L'eredità della prima lama di Assassin's Creed: Odyssey (2018), ambientato negli anni della guerra del Peloponneso, ovvero 431 a.C. circa. Qui Artabano, una volta fuggito dalla Persia dopo l'assassinio di Serse I si nasconde in Macedonia con il figlio Nataka, cambiando nome in Dario.

- È considerato uno dei personaggi più importanti dell'intera saga videoludica, essendo anche il creatore della lama celata, l'arma poi iconica di Occulti e Assassini, con cui uccide Serse I.

- Si può vedere la sua statua in Assassin's Creed II (2009) nel santuario di Villa Auditore a Monteriggioni, in Toscana. Nello stesso gioco, una tomba a lui dedicata si trova in una cripta sotto Santa Maria Novella a Firenze.